# گندلشایم
گندلشایم (به آلمانی: Gondelsheim) یک منطقهٔ مسکونی در آلمان است که در واینسهایم (بیتبورگ-پروم) واقع شده‌است. گندلشایم ۵۴۵ متر بالاتر از سطح دریا واقع شده‌است.